# 七日町 (新潟市)
七日町（なのかまち）は、新潟県新潟市秋葉区の町字。郵便番号は956-0802。

## 概要
1889年（明治22年）から現在の大字。小阿賀野川と阿賀野川との合流地点付近に位置する。
もとは江戸時代から1889年（明治22年）まであった七日町村の区域の一部で、地名の由来は、七の日に市が立ったことによる。

### 隣接する町字
北から東回り順に、以下の町字と隣接する。
- 満願寺
- 大蔵

※小阿賀野川を挟んで江南区沢海、木津と隣接。能代川を挟んで結と隣接。

## 歴史
検地は1690年（元禄3年）と1795年（寛政7年）。

### 年表
- 1889年（明治22年）4月1日 : 合併により満日村の大字となり、村役場所在地となる。
- 1925年（大正14年）11月1日 : 合併により新津町の大字となる。
- 1951年（昭和26年）1月1日 : 新津町が市制を施行し、新津市の大字となる。
- 2005年（平成17年）3月21日 : 合併により新潟市の大字となる。
- 2007年（平成19年）4月1日 : 新潟市の政令指定都市移行により、秋葉区の大字となる。

## 世帯数と人口
2018年（平成30年）1月31日現在の世帯数と人口は以下の通りである。
| 大字   | 世帯数  | 人口  |
| ------ | ------- | ----- |
| 七日町 | 371世帯 | 921人 |

## 小・中学校の学区
市立小・中学校に通う場合、学区は以下の通りとなる。
| 番地 | 小学校             | 中学校                 |
| ---- | ------------------ | ---------------------- |
| 全域 | 新潟市立阿賀小学校 | 新潟市立新津第五中学校 |

## 交通
- 新潟県道46号新潟中央環状線